# Liste der Außenminister Nordkoreas
Der Außenminister Nordkoreas ist ein für die Außenbeziehungen des Landes zuständiger Minister des Außenministeriums der Demokratischen Volksrepublik Korea.
Die folgende Auflistung ist eine Liste von nordkoreanischen Außenministern seit der Schaffung des Postens nach der Ausrufung der Demokratischen Volksrepublik Korea im Jahre 1948:
| Nr. | Name (Lebensdaten)                    | Porträt | Amtszeit  |
| --- | ------------------------------------- | ------- | --------- |
| 1   | Pak Hon-yong (1900–1955?)             |         | 1948–1953 |
| 2   | Nam Il (1915–1976)                    |         | 1953–1959 |
| 3   | Pak Song-chol (1913–2008)             |         | 1959–1970 |
| 4   | Ho Dam (1929–1991)                    |         | 1970–1983 |
| 5   | Kim Yong-nam (* 1928)                 |         | 1983–1998 |
| 6   | Paek Nam-sun (1929–2007)              |         | 1998–2007 |
| —   | Kang Sok-ju (1939–2016) interimsweise |         | 2007      |
| 7   | Pak Ui-chun (* 1932)                  |         | 2007–2014 |
| 8   | Ri Su-yong (* 1940)                   |         | 2014–2016 |
| 9   | Ri Yong-ho (* 1956)                   |         | 2016–2020 |
| 10  | Ri Son-gwon                           |         | 2020–2022 |
| 11  | Choe Son-hui (* 1964)                 |         | 2022–     |